# 鳴滝塾

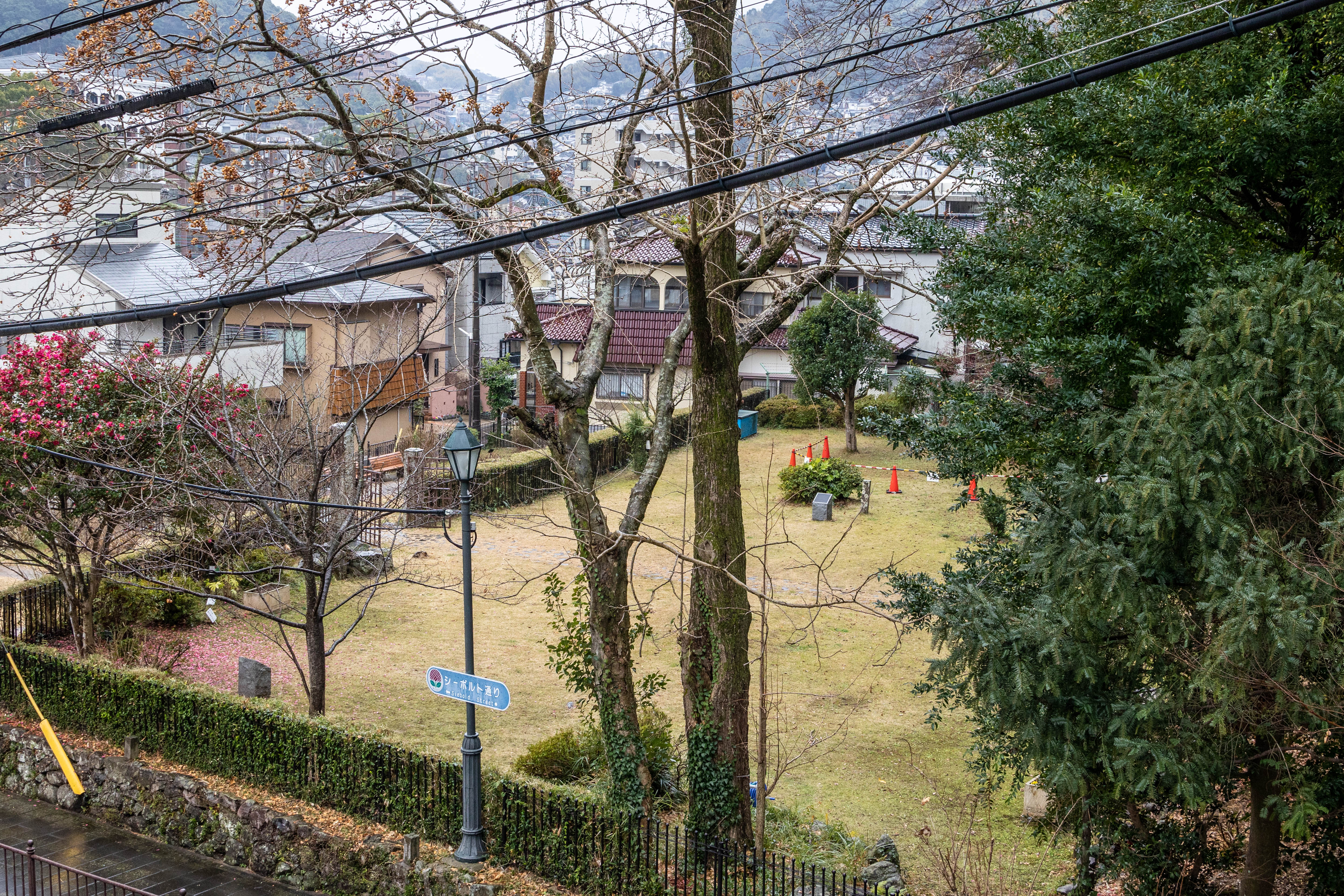
シーボルト宅跡（鳴滝塾跡）

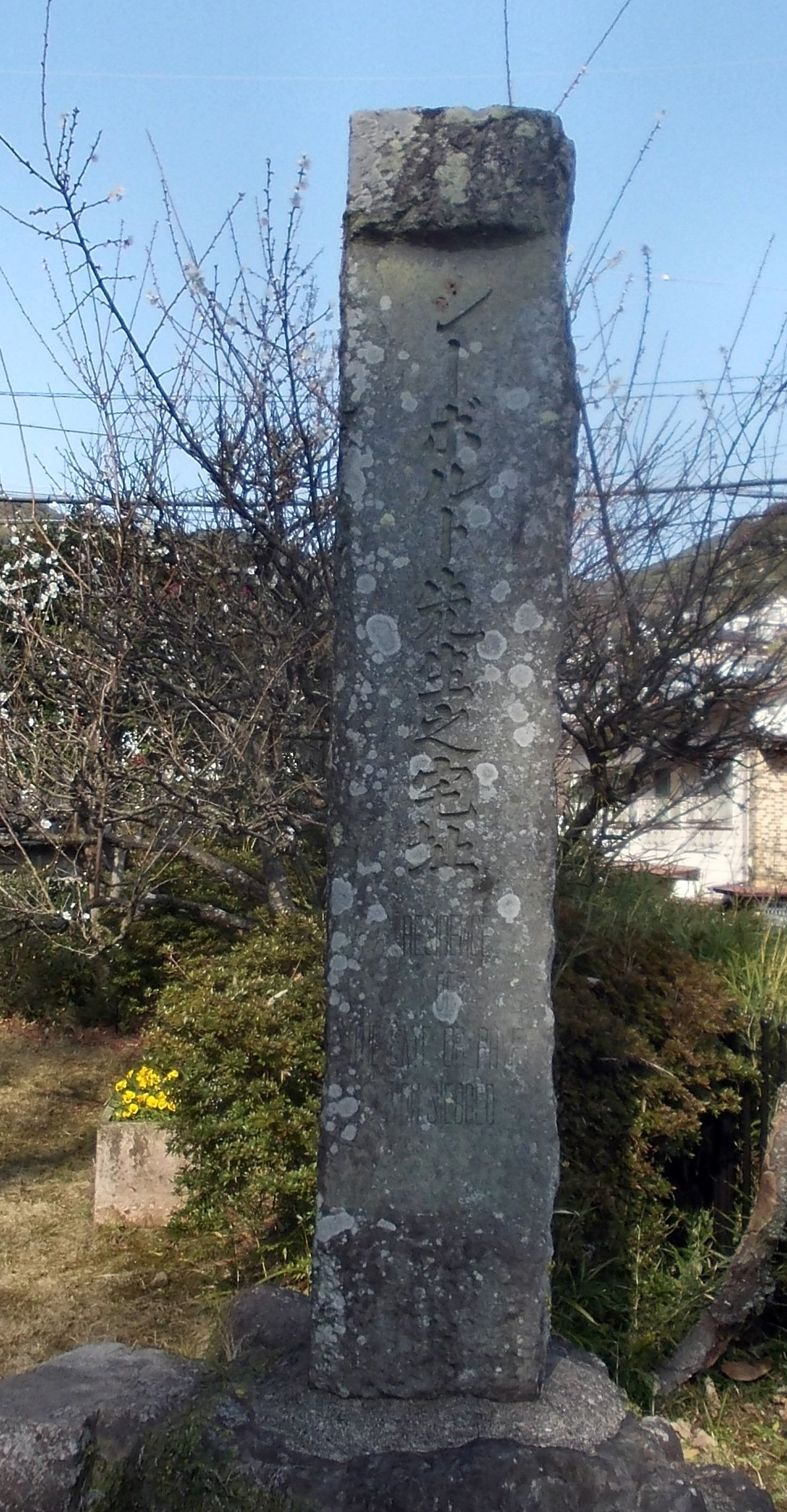
シーボルト宅跡碑

鳴滝塾（なるたきじゅく）は、文政7年（1824年）に、長崎出島の商館医フィリップ・フランツ・フォン・シーボルトが長崎郊外に設けた私塾。診療所も兼ねていた。

## 概要
木造2階建てで、書庫などがあり、庭には日本各地でシーボルトが採取した薬草類が栽培された。シーボルトは出島から塾まで通い、西洋医学や自然科学など科学の幅広い分野を教授した。その一方でシーボルトは塾生に対し、日本の自然、地理、歴史、風俗に関する論文の提出を求め、優秀な論文を提出した塾生には「ドクトル」の称号を与えた。
鳴滝塾では、高野長英、二宮敬作、伊東玄朴、戸塚静海など50人以上が学んだ。
私塾の跡地は現在の長崎市鳴滝にあり、1922年（大正11年）10月12日に、シーボルト宅跡の名称で国の史跡に指定された。跡地に隣接して1989年（平成元年）に長崎市によりシーボルト記念館が開館された。
鳴瀧という地名は、第24代長崎奉行の牛込忠左衛門勝登が、京都の鳴瀧にあやかって名付けた。

## 主な塾生
- 高野長英
- 二宮敬作
- 伊東玄朴
- 戸塚静海
- 石井宗謙
- 岡研介
- 竹内玄同
- 武谷元立
- 湊長安
- 美馬順三